# Snuz
Snuz (zapis stylizowany: SNUZ), również Esenuzet (zapis stylizowany: eSeNUZet) – polska grupa muzyczna wykonująca hip-hop. Powstała w 1994 roku w Szczecinie. W jej skład na przestrzeni działalności wchodzili Joanna "Aha" Tyszkiewicz, Grzegorz "DJ Twister" Czerkasow, Marcin "Emma Cuk" Macuk, Michał "Sobota" Sobolewski, Sebastian "Seba/Tony Jazzu" Kuchciński oraz Paweł "Kali" Kaliszewski.
Grupa współpracowała z takimi wykonawcami jak: DJ 600V, Reni Jusis, Wiele C.T., O$ka czy Parafun. W szczytowym okresie działalności przypadającym na lata 1999–2000 grupa zyskała pewną popularność w Polsce. Formacja wystąpiła m.in. na Festiwalu Kółek, Festiwalu B-boy Contest oraz poprzedzając amerykańskiego artystę Afrika Bambaataa. Szereg nagrań Snuz ukazało się na kompilacjach różnych wykonawców w tym na płytach dołączonych do czasopism Hip-Hop Magazyn i Klan.
W 2000 roku grupa została rozwiązana.

## Historia
Grupa powstała w 1994 roku Szczecinie na kanwie formacji PJL. W skład wchodzili wówczas Joanna "Aha" Tyszkiewicz, Paweł "Kali" Kaliszewski i Marcin "Emma Cuk" Macuk. Po dołączeniu do grupy Sebastiana "Seba/Tony Jazzu" Kuchcińskiego muzycy przyjęli nazwę Snuz. Skład uzupełnił ponadto DJ – Grzegorz "Twister" Czerkasow, który zadebiutował w audycji radiowej WuDoo, prowadzonej przez Tyszkiewicz.
Pierwsze nagrania zostały zarejestrowane w studiach Cytrus i Kakadu oraz w domu Macuk, który pełnił funkcję producenta. Zespół zadebiutował w 1997 roku utworem "Inne historie", który ukazał się na składance Wspólna scena. Kolejny utwór Snuz – "I jeszcze raz..." został wydany także na kompilacji pt. Znasz zasady. Oba wydawnictw ukazały się nakładem firmy R.R.X. Następnie formacja wystąpiła na albumie producenckim DJ 600V pt. Produkcja hip-hop gdzie zaprezentowała się w utworze "Ludzie z przeszłości".
18 stycznia 1999 roku nakładem S.P. Records ukazał się debiutancki album formacji pt. Razem. Materiał poprzedził wydany w grudniu 1998 roku singel do utworu "Wiatr w ciemnościach". Kompozycja ciszyła się znaczną popularnością w Polsce, dotarła do 2. miejsca Szczecińskiej Listy Przebojów Polskiego Radia, była także emitowana przez komercyjne rozgłośnie radiowe. Gościnnie na płycie wystąpili Jola Szczepaniak, Wini, Natasza Kurek, Grzegorz Jabłoński oraz Łukasz Górewicz. Debiut przyniósł grupy także nominację do nagrody polskiego przemysłu fonograficznego Fryderyka w kategorii "najlepszy album rap/hip-hop". W międzyczasie na kompilacji Uwaga ostre kobiety został wydany utwór Snuz pt. "Prawda". Tego samego roku grupa gościła także na płytach: O$ki – Kompilacja, Parafun – Jedna siła jeden cel oraz Wiele C.T. – Owoce miasta.
Po wydaniu płyty skład opuścił Kaliszewski, którego zastąpił Michał "Sobota" Sobolewski. Zmianie ulegała także nazwa zespołu na eSeNUZet. W nowym składzie powstał kolejny album. Druga płyta pt. Towar to sprawdzony maksymalnie czysty ukazała się 22 maja 2000 roku nakładem firmy R.R.X.. Gościnnie w nagraniach wzięli udział m.in. Uqad Sqad, Głowa, Wini, Jola Szczepaniak i Grzegorz Jabłoński, a także były członek grupy Paweł "Kali" Kaliszewski. Z kolei produkcji nagrań poza Macukiem podjęli się O$ka, Tede, Seba, DJ 600V oraz Oreu. Następnie na wydanej 9 sierpnia tego samego roku na kompilacji Pokaż walory znalazły się dwa utwory grupy: "Lato w mieście część 2" oraz "Wiara". Z końcem roku 2000 zespół w wyniku wewnętrznych nieporozumień został rozwiązany.

## Dyskografia
Albumy
| Tytuł                                  | Dane dot. albumu                                 |
| -------------------------------------- | ------------------------------------------------ |
| Razem                                  | - Data: 18 stycznia 1999 - Wydawca: S.P. Records |
| Towar to sprawdzony maksymalnie czysty | - Data: 22 maja 2000 - Wydawca: R.R.X.           |

Single
| Tytuł                  | Rok  | Pozycja na liście | Album |
| Tytuł                  | Rok  | SLiP              | Album |
| ---------------------- | ---- | ----------------- | ----- |
| "Wiatr w ciemnościach" | 1998 | 2                 | Razem |

Inne notowane utwory
| Tytuł                          | Rok  | Pozycja na liście | Album                                  |
| Tytuł                          | Rok  | SLiP              | Album                                  |
| ------------------------------ | ---- | ----------------- | -------------------------------------- |
| "Upalne lato miejskie część 2" | 1999 | 19                | Towar to sprawdzony maksymalnie czysty |
| "Wiara"                        | 2000 | 13                | Towar to sprawdzony maksymalnie czysty |

Inne
| Album                             | Rok  | Utwór                                           | Źródło |
| --------------------------------- | ---- | ----------------------------------------------- | ------ |
| Wspólna scena (kompilacja R.R.X.) | 1997 | Snuz – "Inne historie"                          | [ 2 ]  |
| DJ 600V – Produkcja hip-hop       | 1998 | "Ludzie z przeszłości" (gościnnie: Snuz)        | [ 4 ]  |
| Znasz zasady (kompilacja R.R.X.)  | 1998 | Snuz – "I jeszcze raz..."                       | [ 3 ]  |
| Wiele C.T. – Owoce miasta         | 1999 | "Może być gorzej" (gościnnie: Snuz)             | [ 12 ] |
| Uwaga ostre kobiety (kompilacja)  | 1999 | Snuz – "Prawda"                                 | [ 9 ]  |
| Reni Jusis – Era Renifera         | 1999 | "Konstytucje" (gościnnie: Snuz)                 | [ 16 ] |
| O$ka – Kompilacja                 | 1999 | "Fantastyka" (gościnnie: Snuz)                  | [ 10 ] |
| Parafun – Jedna siła jeden cel    | 1999 | "Nielegal" (gościnnie: Snuz)                    | [ 11 ] |
| Pokaż walory (kompilacja)         | 2000 | Snuz – "Lato w mieście część 2" Snuz – "Wiara"  | [ 14 ] |
| Klan CD#12 (kompilacja)           | 2000 | Snuz – "Wiara" Snuz – "Wiatr w oczy" (Oryginal) | [ 17 ] |

## Teledyski
| Utwór                  | Rok  | Album                                  | Źródło |
| ---------------------- | ---- | -------------------------------------- | ------ |
| "Wiatr w ciemnościach" | 1999 | Razem                                  | [ 18 ] |
| "Styl nad style"       | 2000 | Towar to sprawdzony maksymalnie czysty | [ 19 ] |